# Chapelle Saint-Jean-Baptiste d'Augne
Pour les articles homonymes, voir Chapelle Saint-Jean-Baptiste.
La chapelle Saint-Jean-Baptiste, aussi appelée chapelle de Farsac, est un édifice religieux situé dans la partie est de la commune d'Augne.

## Historique
Emmanuel Jean de Brugière, dit chevalier de Farsac, fit construire cette chapelle en 1857, afin d'y reposer après sa mort. Des religieux devaient s'en occuper, mais cet endroit tomba dans l'oubli.
Cette chapelle est dédiée à Saint Jean Baptiste.

## Description
Aujourd'hui propriété privée, la chapelle est en mauvais état et considérée comme un patrimoine menacé. Le gros œuvre fut réalisé avec des pierres, du granite et des moellons. Son couvrement, typique du style gothique, a été réalisé en voûte d'ogives.
Lors de l'inventaire général du patrimoine de 1979, une sculpture fut répertoriée, mais n'est plus présente aujourd'hui. En granite taillé, datée du XIXe siècle et faisant 80 cm de hauteur et 40 cm de largeur, il s'agissait d'un décor en relief représentant Saint Jean Baptiste. Elle se trouvait au-dessus de l'entrée de la chapelle.